# Cajvana
Cajvana – miasto w Rumunii, w okręgu suczawskim, w Bukowinie. Liczy 6812 mieszkańców (2011).

## Przypisy

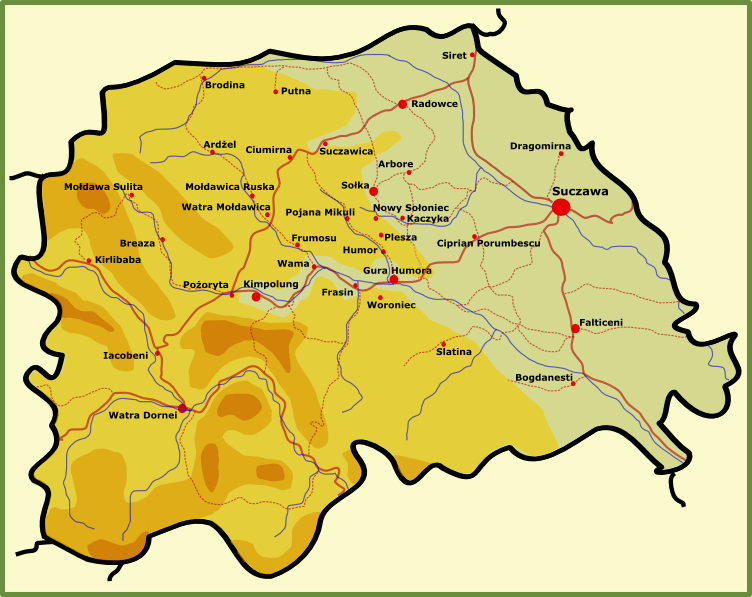
Bukowina

Dzisiejszy okręg Suczawa, z zaznaczoną Bukowiną południową